# Wormeldange
Wormeldange (luxembourgsk: Wuermeldeng) er en kommune og et byområde i Luxembourg. Kommunen, som har et areal på 17,25 km², ligger i kantonen Grevenmacher i distriktet Grevenmacher. I 2005 havde kommunen 2.283 indbyggere.
49°36′40″N 6°24′20″Ø / 49.6111°N 6.4056°Ø